# فن العمارة اليمنية

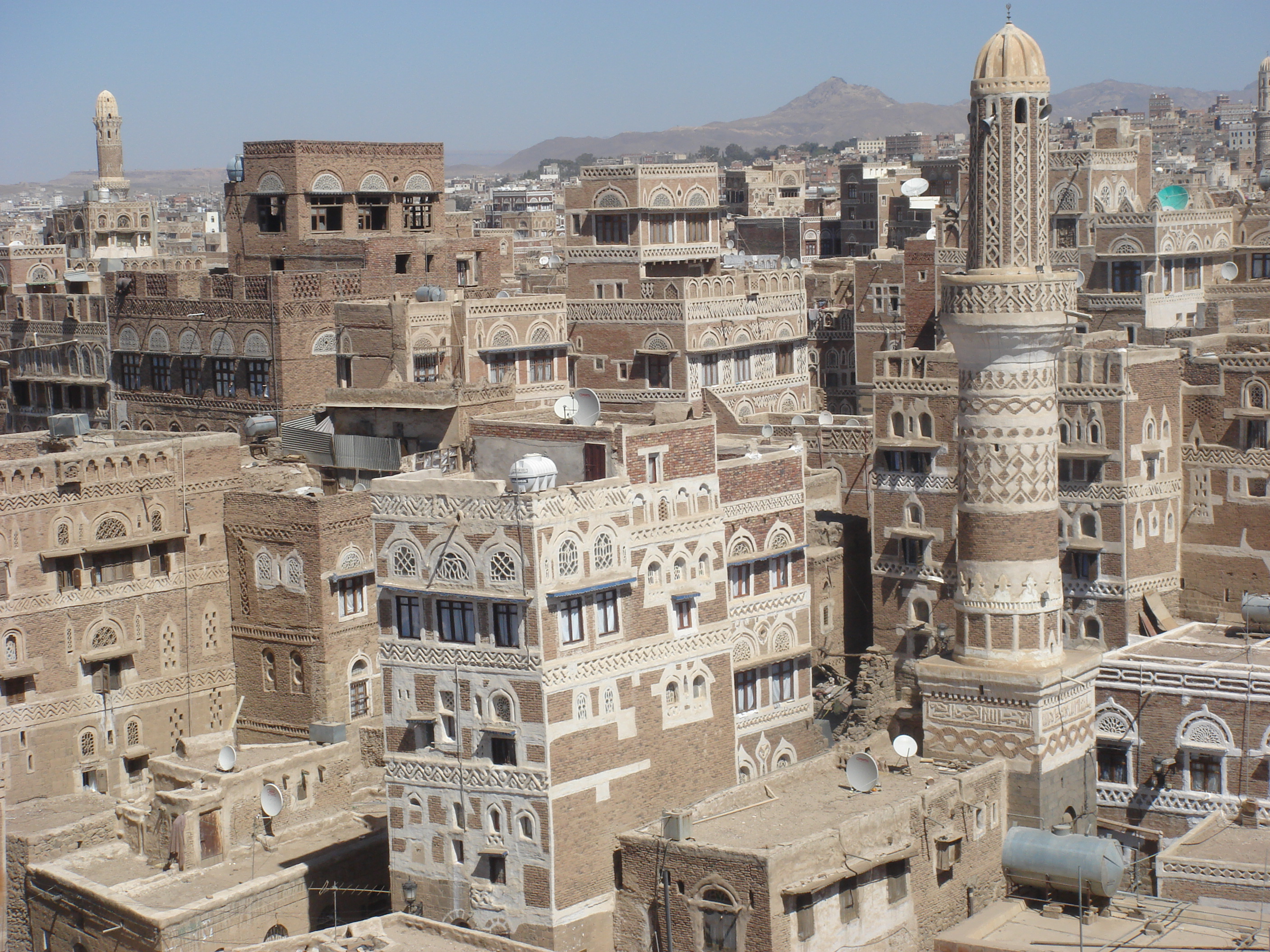
منظرالمدينة التاريخي لمدينة صنعاء القديمة ، أحد مواقع التراث العالمي لليونسكو

يعود فن العمارة اليمني الى العصور القديمة (العتيقة ) .واستمرت التطورات خلال الفترة الاسلامية حيث مزجت ما بين جمال البناء المحلي وبين تاثرها بالانماط او مضاهر البناء الخارجي .كما ان البلدان والمدن التاريخية اليمنية ايضا عرفت ببنائها للمساكن البرجية العالية ذات الطراز اليمني القديم .